# Dilatris corymbosa
Dilatris corymbosa là một loài thực vật có hoa trong họ Huyết bì thảo. Loài này được P.J.Bergius mô tả khoa học đầu tiên năm 1767.